# Agrostis alpestris
Agrostis alpestris é uma espécie de gramínea do gênero Agrostis, pertencente à família Poaceae.